# 9 tháng 3
Ngày 9 tháng 3 là ngày thứ 68 (69 trong năm nhuận) trong lịch Gregory. Còn 297 ngày trong năm.

## Sự kiện
- 141 TCN – Thái tử Lưu Triệt kế vị hoàng đế triều Hán ở tuổi 15, tức Hán Vũ Đế.
- 1500 – Hạm đội của Pedro Álvares Cabral rời Lisboa của Bồ Đào Nha để lên đường sang Ấn Độ, tuy nhiên cuối cùng lại phát hiện ra Brasil.
- 1776 – Của cải của các quốc gia, tác phẩm kinh tế chính trị học kinh điển của Adam Smith (Scotland), lần đầu tiên được phát hành.
- 1908 – Câu lạc bộ bóng đá Ý Inter Milan được hình thành sau khi tách khỏi Câu lạc bộ Cricket và bóng đá Milan - tiền thân của A.C. Milan.
- 1945 – Chiến tranh thế giới thứ hai: Nhật Bản tiến hành đảo chính Pháp tại Đông Dương, sau đó Nhật Bản tuyên bố trao trả độc lập trên danh nghĩa cho Việt Nam, Campuchia và Lào.[1]
- 1945 – ngay trong đêm, Ban thường vụ Trung ương Đảng Cộng sản Việt Nam họp Hội nghị mở rộng ra bản chỉ thị lịch sử: "Nhật - Pháp bắn nhau và hành động của chúng ta".
- 1956 – Chính phủ Việt Nam Cộng hòa thành lập tỉnh Cà Mau.
- 1959 – Búp bê Barbie xuất hiện lần đầu tiên trước công chúng tại Hội chợ đồ chơi quốc tế Mỹ được tổ chức tại thành phố New York.
- 1990 – Cách mạng Mông Cổ: Chính phủ độc đảng tại Mông Cổ từ bỏ quyền lực.
- 2016 – Nhật thực toàn phần ở Châu Á - Thái Bình Dương

## Sinh
- 1454 – Amerigo Vespucci, nhà thám hiểm, người vẽ bản đồ người Ý (m. 1512)
- 1564 – David Fabricius, nhà thiên văn người Đức (m. 1617)
- 1568 – Aloysius Gonzaga, người được phong thánh người Ý (m. 1591)
- 1737 – Josef Mysliveček, nhà soạn nhạc người Séc (m. 1781)
- 1749 – Honore Mirabeau, nhà văn, chính khách người Pháp (m. 1791)
- 1753 – Jean–Baptiste Kleber, tướng người Pháp (m. 1800)
- 1758 – Franz Joseph Gall, nhà nghiên cứu thần kinh học người Đức (m. 1828)
- 1763 – William Cobbett, nhà báo, tác gia người Anh (m. 1835)
- 1806 – Edwin Forrest, diễn viên, người làm việc thiện người Mỹ (m. 1872)
- 1814 – Taras Shevchenko, nhà thơ người Ukraina (m. 1861)
- 1825 – Alexander F. Mozhaiski, hàng không người đi đầu trong lĩnh vực người Nga (m. 1890)
- 1856 – Eddie Foy, ca sĩ, diễn viên múa người Mỹ (m. 1928)
- 1887 – Fritz Lenz, nhà di truyền học người Đức (m. 1976)
- 1890 – Vyacheslav Molotov, chính khách người Nga (m. 1986)
- 1892 – Vita Sackville–West, nhà văn, Gardener người Anh (m. 1962)
- 1894 – Frank Arnau, nhà văn người Đức (m. 1976)
- 1900 – Howard Aiken, máy tính người đi đầu trong lĩnh vực người Mỹ (m. 1973)
- 1902 – Will Geer, diễn viên người Mỹ (m. 1978)
- 1910 – Samuel Barber, nhà soạn nhạc người Mỹ (m. 1981)
- 1918 – Mickey Spillane, nhà văn người Mỹ (m. 2006)
- 1921
  - Carl Betz, diễn viên người Mỹ (m. 1978)
  - Dimitris Horn, diễn viên người Hy Lạp (m. 1998)
- 1929 – Desmond Hoyte, tổng thống Guyana thủ tướng (m. 2002)
- 1930 – Ornette Coleman, nhạc sĩ người Mỹ
- 1931 – Thore Skogman, người dẫn chuyện giải trí người Thụy Điển (m. 2007)
- 1932 – Keely Smith, ca sĩ người Mỹ
- 1933
  - Mel Lastman, chính khách người Canada
  - Lloyd Price, ca sĩ người Mỹ
- 1934
  - Yuri Gagarin, nhà du hành vũ trụ người Liên Xô (m. 1968)
  - Marlene Streit, vận động viên golf người Canada
  - Joyce Van Patten, nữ diễn viên người Mỹ
- 1936
  - Tom Sestak, cầu thủ bóng đá người Mỹ (m. 1987)
  - Mickey Gilley, nhạc sĩ, ca sĩ người Mỹ
- 1937 – Brian Redman, người đua xe người Anh
- 1938 – Lill–Babs, ca sĩ người Thụy Điển
- 1940 – Raúl Juliá, diễn viên người Puerto Rican (m. 1994)
- 1943
  - Bobby Fischer, đấu thủ cờ vua người Mỹ (m. 2008)
  - Trish Van Devere, nữ diễn viên người Mỹ
  - Colin Murdock, diễn viên lồng tiếng người Mỹ
- 1945 – Dennis Rader, kẻ giết người hàng loạt người Mỹ
- 1947 – Keri Hulme, nhà văn người New Zealand
- 1948
  - Jeffrey Osborne, ca sĩ người Mỹ
  - Emma Bonino, chính khách người Ý
- 1949 – Tapani Kansa, ca sĩ người Phần Lan
- 1950
  - Doug Ault, vận động viên bóng chày (m. 2004)
  - Danny Sullivan, người lái xe đua người Mỹ
- 1951
  - Michael Kinsley, nhà báo, chủ bút người Mỹ
  - Helen Zille, chính khách người Nam Phi
- 1955
  - Teo Fabi, người đua xe người Ý
  - Ornella Muti, nữ diễn viên người Ý
- 1957
  - Mark Mancina, nhà soạn nhạc người Mỹ
  - Faith Daniels, nhà báo người Mỹ
  - Mona Sahlin, chính khách người Thụy Điển
- 1960 – Linda Fiorentino, nữ diễn viên người Mỹ
- 1961
  - Mike Leach, trường đại học bóng đá huấn luyện viên người Mỹ
  - Camryn Manheim, nữ diễn viên người Mỹ
- 1962 – Jan Furtok, cầu thủ bóng đá người Ba Lan
- 1963
  - Sean Salisbury, cầu thủ bóng đá người Mỹ
  - Terry Mulholland, vận động viên bóng chày người Mỹ
- 1964
  - Juliette Binoche, nữ diễn viên người Pháp
  - Phil Housley, vận động viên khúc côn cầu trên băng người Mỹ
  - Herbert Fandel, bóng đá trọng tài người Đức
- 1965
  - Brian Bosworth, cầu thủ bóng đá người Mỹ
  - Benito Santiago, vận động viên bóng chày người Puerto Rican
- 1968 – Youri Djorkaeff, cầu thủ bóng đá người Pháp
- 1969
  - Mahmoud Abdul–Rauf, cầu thủ bóng rổ người Mỹ
  - Stefie Shock, ca sĩ, người sáng tác bài hát Quebec
- 1970 – Martin Johnson, cầu thủ bóng bầu dục người Anh
- 1971
  - Emmanuel Lewis, diễn viên người Mỹ
  - C Miller, ca sĩ nhạc Rapp người Mỹ
  - Diego Torres, ca sĩ người Argentina
- 1972 – Kerr Smith, diễn viên người Mỹ
- 1973 – Aaron Boone, vận động viên bóng chày người Mỹ
- 1975
  - Roy Makaay, cầu thủ bóng đá người Đức
  - Juan Sebastián Verón, cầu thủ bóng đá người Argentina
- 1976 – Ben Mulroney, người dẫn chương trình truyền hình người Canada
- 1977
  - Yamila Diaz, siêu người mẫu người Argentina
  - Radek Dvořák, vận động viên khúc côn cầu người Séc
- 1978 – Lucas Neill, cầu thủ bóng đá người Úc
- 1979 – Chingy, ca sĩ nhạc Rapp người Mỹ
- 1981
  - Antonio Bryant, cầu thủ bóng đá người Mỹ
  - Anders Nøhr, cầu thủ bóng đá người Đan Mạch
  - Clay Rapada, vận động viên bóng chày người Mỹ
- 1982 – Paul Ballard, người dẫn chương trình truyền hình người Anh
- 1983
  - Clint Dempsey, cầu thủ bóng đá người Mỹ
  - Wayne Simien, cầu thủ bóng rổ người Mỹ
- 1985 – Parthiv Patel, cầu thủ cricket Ấn Độ
- 1986 – Brittany Snow, nữ diễn viên người Mỹ
- 1987 – Bow Wow, ca sĩ nhạc Rapp, diễn viên người Mỹ.
- 1989 – Kim Taeyeon, ca sĩ, diễn viên người Hàn Quốc, thành viên nhóm nhạc Girls' Generation.
- 1993 – Min Yoongi (nghệ danh: Suga), rapper, nhà sản xuất nhạc người Hàn Quốc, là thành viên nhóm nhạc BTS.
- 1998 – Seo Soojin, ca sĩ vũ công người Hàn Quốc, cựu thành viên nhóm nhạc (G)I-DLE
- 2001 – Jeon Somi, ca sĩ, người mẫu, diễn viên người Hàn Quốc, thành viên nhóm nhạc I.O.I (đã tan rã).

## Mất
- 1440 – St Frances của Roma, nữ tu người Ý (s. 1384)
- 1661 – Jules Cardinal Mazarin, giáo chủ hồng y, chính khách người Pháp (s. 1602)
- 1808 – Joseph Bonomi the Elder, kiến trúc sư (s. 1739)
- 1851 – Hans Christian Ørsted, nhà vật lý người Đan Mạch (s. 1777)
- 1885 – Nguyễn Phúc Miên Dần, tước phong Trấn Tĩnh Quận công, hoàng tử con vua Minh Mạng (s. 1829)
- 1888 – William I, hoàng đế người Đức (s. 1797)
- 1897 – Sondre Norheim, vân động viên trượt tuyết người Na Uy (s. 1825)
- 1937 – Paul Elmer More, nhà phê bình, người viết tiểu luận người Mỹ (s. 1864)
- 1954
  - Eva Ahnert–Rohlfs, nhà thiên văn người Đức (s. 1912)
  - V. Walfrid Ekman, nhà hải dương học người Thụy Điển (s. 1874)
- 1960 – Jack Beattie, chính khách người Bắc Ireland (s. 1886)
- 1964 – Paul Erich von Lettow–Vorbeck, tướng người Đức (s. 1870)
- 1966 – Pablo Birger, người đua xe người Argentina (s. 1924)
- 1974 – Earl Wilbur Sutherland Jr., Physiologist, giải thưởng Nobel người Mỹ (s. 1915)
- 1975 – Gleb W. Derujinsky, nhà điêu khắc người Nga (s. 1888)
- 1983
  - Faye Emerson, nữ diễn viên người Mỹ (s. 1917)
  - Ulf von Euler, Physiologist, giải thưởng Nobel người Thụy Điển (s. 1905)
- 1989 – Robert Mapplethorpe, nghệ sĩ người Mỹ (s. 1946)
- 1993
  - C. Northcote Parkinson, sử gia, nhà văn người Anh (s. 1909)
  - Bob Crosby, người chỉ huy dàn nhạc nhỏ, người hát lời người Mỹ (s. 1913)
- 1994
  - Charles Bukowski, nhà văn người Mỹ (s. 1920)
  - Fernando Rey, diễn viên người Tây Ban Nha (s. 1917)
  - Eddie Creatchman, đô vật Wrestling người quản lý người Canada (s. 1928)
- 1996 – George Burns, diễn viên, ca sĩ người Mỹ (s. 1896)
- 1997 – The Notorious B.I.G., ca sĩ nhạc Rapp người Mỹ (s. 1972)
- 1999 – Harry Somers, nhà soạn nhạc người Canada (s. 1925)
- 2000
  - Ivo Robić, ca sĩ, người sáng tác bài hát người Croatia (s. 1923)
  - Ngô Viết Thụ, kiến trúc sư (s. năm 1926)
- 2003
  - Stan Brakhage, nhà sản xuất phim người Mỹ (s. 1933)
  - Bernard Dowiyogo, tổng thống Nauru (s. 1946)
- 2004
  - Albert Mol, diễn viên người Đức (s. 1917)
  - Robert Pastorelli, diễn viên người Mỹ (s. 1954)
- 2005
  - Chris LeDoux, nhạc country ca sĩ người Mỹ (s. 1948)
  - István Nyers, cầu thủ bóng đá người Hungary (s. 1924)
- 2007 – Glen Harmon, vận động viên khúc côn cầu trên băng người Canada (s. 1921)